# West Rudham
 (juillet 2023).
Pour l’article homonyme, voir East Rudham.
West Rudham est une paroisse civile et un village du Norfolk, en Angleterre.